# Prix de Joest
Le prix de Joest, de la fondation du baron du même nom à la fin du XIXe siècle, est un prix décerné à tour de rôle tous les ans par l'une des cinq académies de l'Institut de France dont l'Académie française, l'Académie des sciences morales et politiques ou l'Académie des beaux-arts et « destiné à l'auteur de l'ouvrage le plus utile au bien public ».
C'est par son testament du 5 février 1880 que le prix est lancé.
En 1889, c'est par décret que l'Institut de France est autorisé à accepter le legs de monsieur Wilhelm de Joest pour fonder ce prix à son nom.
Le 12 janvier 1890, l'Institut dévoile le montant de la rente sur l'État qui s'élève à 2 500 francs. 
En tant que fils aîné de la famille Etering, Edmond Wilhelm Charles, Français de naissance (mort en 1897), porte le titre de baron, acquis par son aïeul, Charles Wilhelm, dans les années 1450 à la suite des exploits de ce dernier dans une des guerres contre la Turquie. Joest est le nom qui lui fut donné à cette occasion et signifie « Jo est, vive ce qui est, vive l'état actuel des choses ».

## Liste des lauréats

### Années 1890
- 1899 : Fernand Grenard pour Mission scientifique dans la Haute-Asie (1890-1895)

### Années 1900
- 1904 : Jean-Baptiste Piolet pour Les Missions catholiques françaises au XIXe siècle
- 1906 : Édouard Piette (1827-1906) pour l'ensemble de ses découvertes préhistoriques
- 1907 : Marius Vachon, pour le nouvel hôtel de ville de Paris et Les maîtres maçons architectes
- 1908 : Charles Benoist pour L'Organisation du travail
- 1909 : Eugène Armand Lenfant pour La Découverte des grandes sources du centre de l'Afrique

### Années 1910
- 1914 : 
  - Étienne Moreau-Nélaton pour Les églises de chez nous
  - Paul Noël (1860-1916) pour Ce que j'ai vu chez les bêtes[6]
  - Joséphin Peladan pour Nos églises artistiques et historiques
  - Henriette Waltz pour Vers les humbles ; Journal de Louise, 1911
- 1916 : Ernest Esclangon pour ses travaux scientifiques appliqués à la guerre
- 1919 : 
  - Albert Cassagne pour La Vie politique de François de Châteaubriand
  - Gabriel-Tristan Franconi pour Un tel de l'armée française

### Années 1920
- 1924 : Edmond Vermeil pour La Constitution de Weimar et le principe de la démocratie allemande
- 1927 : Yves Delaporte et Étienne Houvet[7] pour Les vitraux de la cathédrale de Chartres[8]
- 1929 : 
  - Roger de Gontaut-Biron pour Sur les routes de Syrie
  - René François Guilcher pour Un ami des Noirs : Augustin Planque

### Années 1930
- 1934 : Pierre Deffontaines pour L'Homme et la forêt
- 1939 : André Fribourg pour La Victoire des vaincus

### Années 1940
- 1944 : Pierre Pradel pour l'ensemble de son œuvre[9]
- 1949 : Alec Mellor (1907-1988) pour La Torture

### Années 1950
- 1954 : 
  - Pino della Selva pour Quelques contes pour un flâneur
  - Henri Perrochon pour Quelques Vaudois

### Années 1960
- 1964 : Michèle Aumont (1922-2019) pour Construire l'entreprise

### Années 1970
- 1974 : Jean-Albert Ternisien (1921-....) pour Environnement et nuisances
- 1979 : Paule-Monique Vernes (1931-2013)[10] pour La Ville, la Fête, la Démocratie

### Années 1980
- 1984 : 
  - Rémy Cazals pour Les révolutions industrielles à Mazamet (1750-1900)
  - Jacques Donzelot pour L’Invention du social. Essai sur le déclin des passions politiques
  - Michèle-Laure Rassat pour Pour une politique anticriminelle du bon sens
- 1989 : Louis-Marie Clénet (1948-1993) pour Grignion de Montfort, le saint de la Vendée[11]

### Années 2000
- 2008 : Monique Berlioux (1923-2015) pour Des Jeux et des Crimes. 1936, le piège blanc olympique, Biarritz (Atlantica), 2007 .

### Années 2010
- 2013 : Leila Bouachera, pour sa thèse Les flux transfrontières de données et le droit international

### Années 2020
- 2020 : médaille décernée à Claudia Moatti pour Res publica. Histoire romaine de la chose publique (Fayard, Paris, 2018) .